# 天津市监狱管理局
天津市监狱管理局是中华人民共和国天津市人民政府主管天津全市履行监管改造罪犯的职责工作的部门管理机构，现由天津市司法局管理。

## 组织结构

### 内设机构
- 办公室
- 政治部
- 行政装备处
- 纪检监察室
- 狱政处
- 教育改造处
- 生活卫生处
- 生产指导处
- 财务处
- 劳动工资处
- 老干部处
- 基建处
- 工会[1]

### 直属单位
9个押犯单位
- 天津市监狱
- 天津市河西监狱
- 天津市梨园监狱
- 天津市杨柳青监狱
- 天津市李港监狱
- 天津市港北监狱
- 天津市西青监狱
- 天津市女子监狱
- 天津市未成年犯管教所

医院
- 天津市新生医院

研究所
- 天津市监狱工作研究所[2]